# Place Cockerill
La place Cockerill est une place liégeoise située dans le quartier administratif du centre reliant le quai sur Meuse à la place du Vingt-Août.

## Historique
La place des Jésuites était située le long d'un bras de Meuse enjambé par deux ponts reliant l'Île à l'île aux Hochets. On construisit sur cette dernière un bâtiment servant au Conservatoire royal et à la suite des remblaiements de ce bras de Meuse en 1827, la nouvelle place ainsi créée pris naturellement le nom de place du Conservatoire. En 1879, la place est rebaptisée place Cockerill en l'honneur de l'industriel John Cockerill.

## Riverains
La place abrite deux bâtiments de l'Université de Liège : la Faculté de Philosophie et Lettres (A2) construite en 1958 et la Bibliothèque Générale de Philosophie et Lettres (A3).

## Art public
Trois bas-reliefs prennent place, en 1958, sur la façade de la nouvelle aile de l’Université de Liège, ils s’intitulent respectivement Philosophia, Litterae et Historia. Sculptés par Louis Dupont, ils évoquent des disciplines enseignées à la faculté de Philosophie et Lettres installée dans le nouveau bâtiment. Ne faisant guère référence à la tradition iconographique, la signification allégorique des bas-reliefs reste assez énigmatique. Leur identification est rendue possible par la seule présence d’un intitulé.

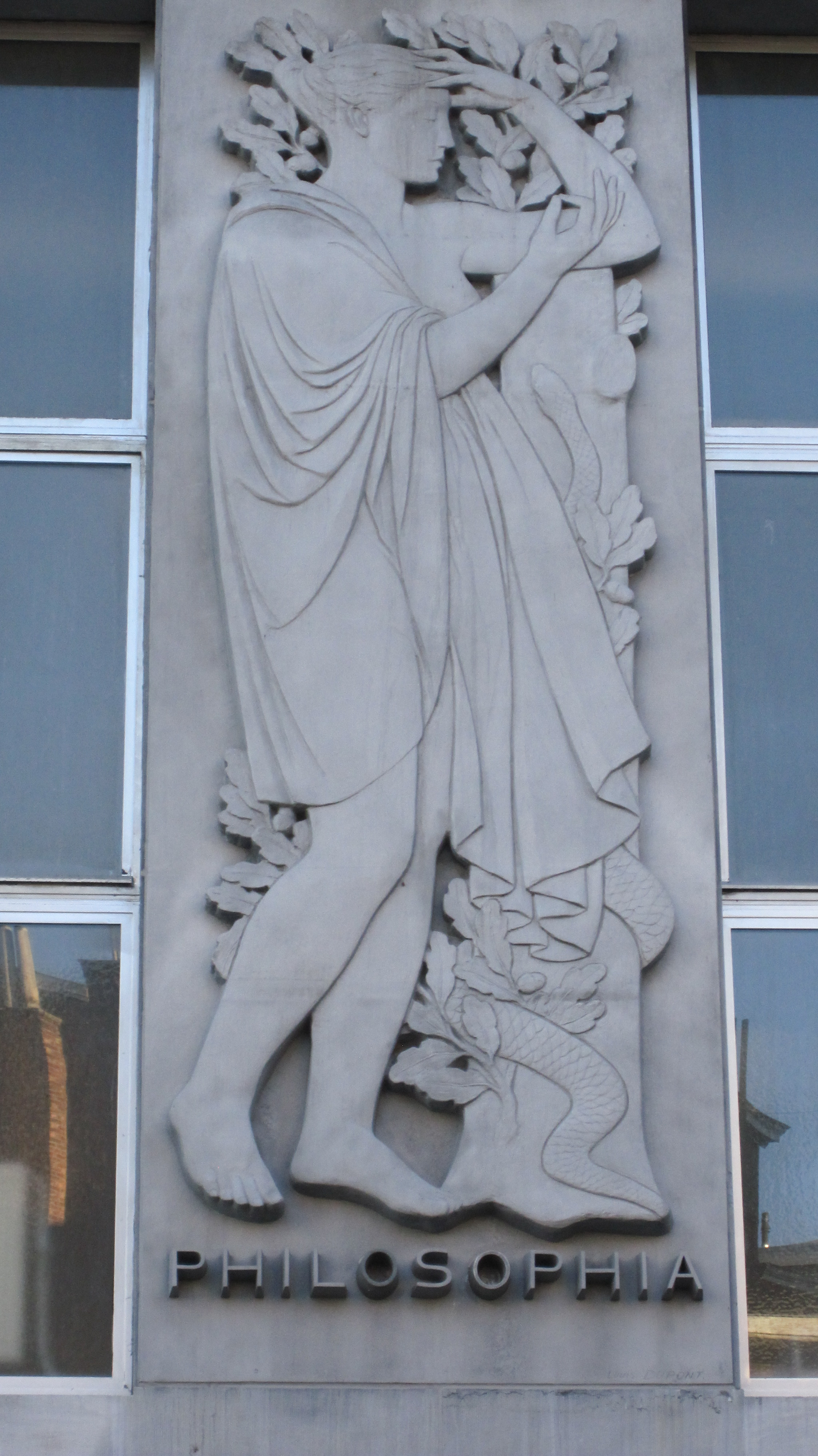
Philosophia
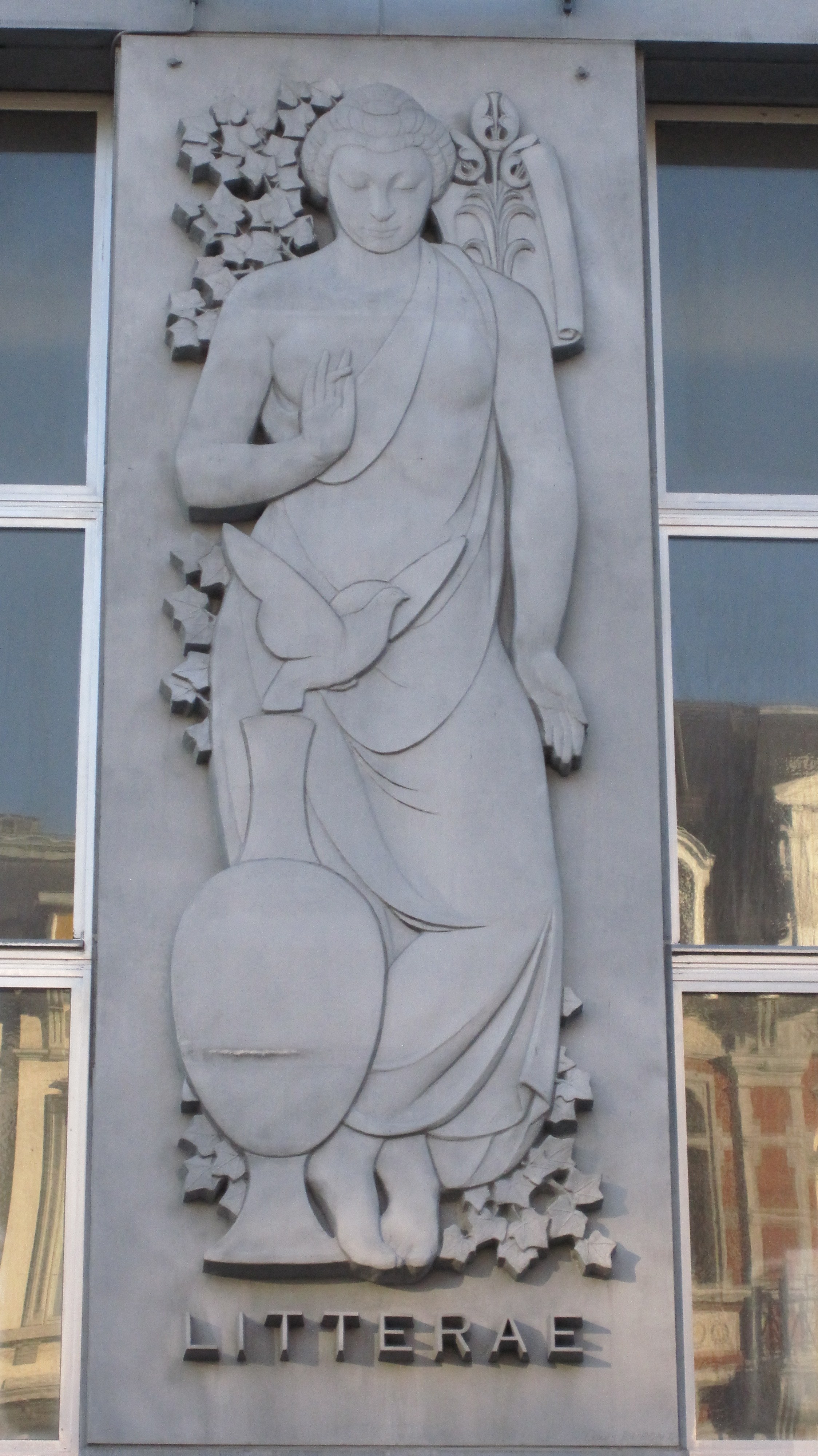
Litterae
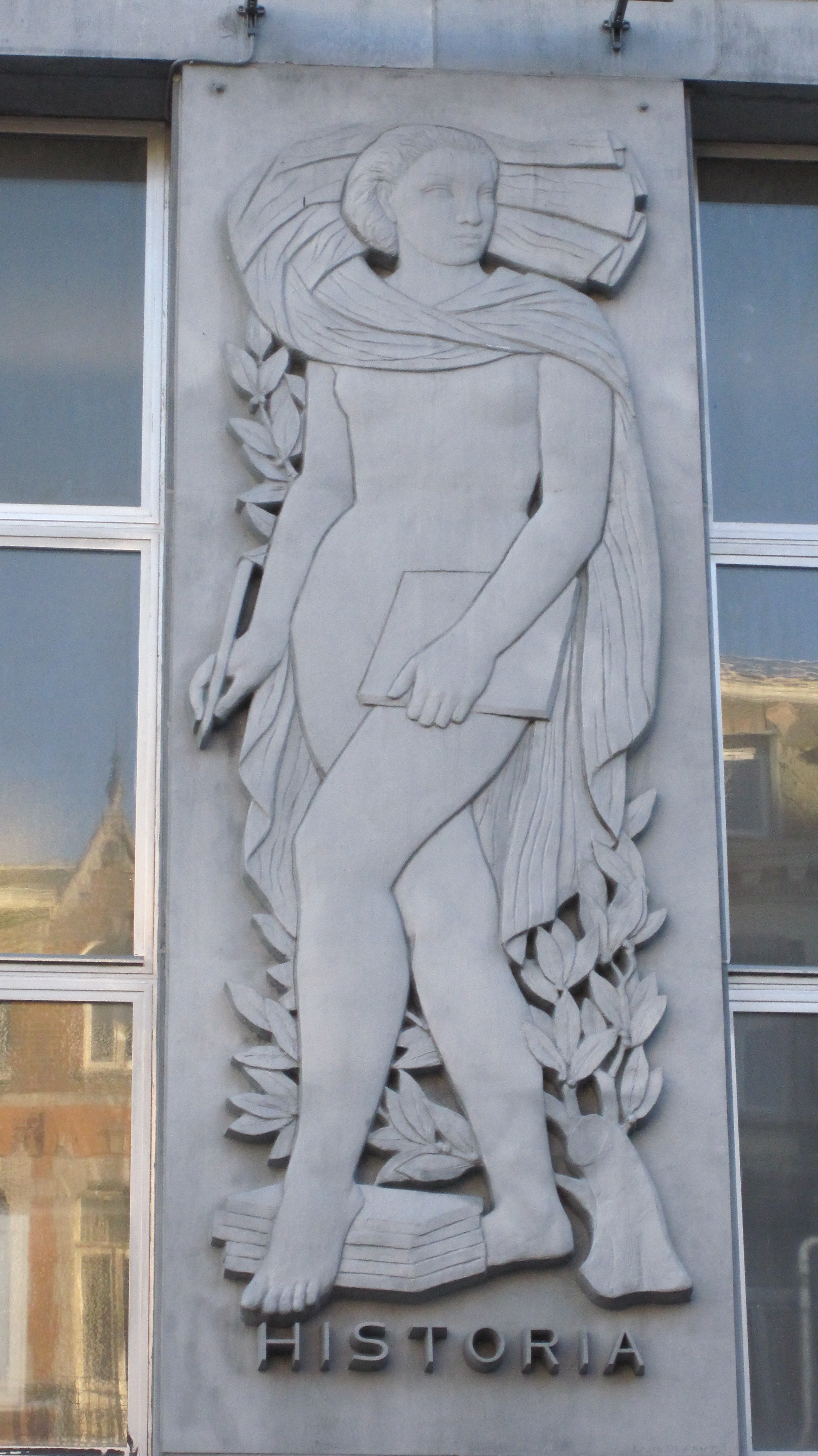
Historia

## Voies adjacentes
- Quai Sur-Meuse
- Rue de la Régence
- Rue de l'Étuve
- Place du Vingt-Août